# Beibei
Beibei, tidigare stavat Pehpeichang, är ett stadsdistrikt i storstadsområdet Chongqing i sydvästra Kina. Antalet invånare vid folkräkningen 2020 var 834 887.
Distriktet är indelat i nio stadsdelsdistrikt och åtta köpingar.
Stadsdelsdistrikt (jiedao):

- Beiwenquan (北温泉街道)
- Caijiagang (蔡家岗街道)
- Chaoyang (朝阳街道)
- Dongyang (东阳街道)
- Fuxing (复兴街道)
- Longfengqiao (龙凤桥街道)
- Shuitu (水土街道)
- Tiansheng (天生街道)
- Xiema (歇马街道)

Köpingar (zhen):

- Chengjiang (澄江镇)
- Jindaoxia (金刀峡镇)
- Jingguan (静观镇)
- Liuyin (柳荫镇)
- Sansheng (三圣镇)
- Shijialiang (施家梁镇)
- Tianfu (天府镇)
- Tongjiaxi (童家溪镇)